# Пламен Дойнов
Пламен Дойнов е български поет, драматург, литературен историк. Ректор на Нов български университет от 1 юли 2020 г.

## Биография

### Произход и образование
Пламен Дойнов е роден на 10 април 1969 г. в Разград, Лудогорието, в семейството на поета и общественик Иван Дойнов. Завършва ЕСПУ „Васил Коларов“ в родния си град, а след това история и културология в Софийския университет „Св. Климент Охридски“. Доктор по теория и история на литературата с дисертация на тема „Българската поезия през 90-те години: тенденции, тематични кръгове и поетически почерци“ (2007).

### Професионално развитие
Един от основателите на департамент „Нова българистика“ на Нов български университет (1994), негов ръководител (от 2012 до 2020).
През годините работи като заместник главен редактор и управител на „Литературен вестник“ ООД (1996-1998), директор на Национален студентски дом (1998-2004), асистент и главен асистент в НБУ (2005-2010), редовен доцент в Нов български университет с хабилитационен труд „Годините на литературата – основания, характеристики, история: 1907, 1956, 1968 като репрезентативни години на българската литература през ХХ век“ (2010) и професор (2019).
Директор на научноизследователската програма на департамент „Нова българистика“ на НБУ „Литературата на Народна република България“ (1946–1990)”, в рамките на която е водещ на издателските поредици Библиотека „Личности“, „Литературата на НРБ: история и теория“, „Червено на бяло: литературен архив на НРБ“. Ръководител и координатор на множество изследователски проекти и научни форуми в областта на литературната история.
Дългогодишен редактор в седмичника „Литературен вестник“ (от 1993).

### Обществена работа
Заместник-председател на Сдружението на българските писатели (от 2003).
Член на журито при първото издание на националната награда за съвременна българска художествена проза „Хеликон“ през 2002 г.
Член на журито на националната Славейкова награда за лирично стихотворение за 2012 г.
Член на журито на националната награда за поезия на името на Иван Николов за 2013 г.
Председател на журито на Наградата „Чудомир“ за хумористичен разказ (2018).
Член на журито на първото издание на Европейската литературна награда „Димитър Димов“ (2019).

### Занимания с театър
През 90-те години на ХХ век се занимава с литературен театър, а в следващото десетилетие – с драматичен театър, където печели авторитет на драматург.
Основател на авторския литературен театър (АЛТ), който до края на ХХ век играе следните по-важни спектакли: „Тела и текстове“ (1992), „Смъртта на кръга „Мисъл“ (1994), „Живи и мъртви в българската поезия“ (1996), „Резерватът Висящите градини на България“ (1997), „Как ехото заглъхва“ (1998).

#### Пиеси
- „Една добра жена в една лоша зима“
- „Жана и Александър или Дон Жуан в старческия дом“
- „Къщата на Иван“
- „Гласовете на другите“

## Идеи

### Писане от натура
Като поет пърформър Дойнов е организаторът на т. нар. „писане от натура“ – пародийни състезания на поети, пишещи експромти а ла „рисуване от натура“.

### Нова политическа поезия
Пламен Дойнов обявява платформата Нова политическа поезия чрез едноименно четене, състояло се на Камерна сцена „Миракъл“ в Театър „Българска армия“ на 22 февруари 2016 г., последвано от друго поетическо четене – Нова политическа поезия: Втора нощ на 19 ноември 2018 г. Резултат от тези акции са книгите „Балът на тираните“ (2016) и „Влюбване в диктатора“ (2020). Дойнов твърди, че „новата политическа поезия става възможна след края на диктатура, в ситуация без политическа цензура. Тогава поезията не е принудена да избере страна, не е заставена да служи на каузата на свободата, а просто има шанс да практикува свободата си.“ Той развива тезата, че новата политическа поезия използва „директни метафори“ и чрез тях „поезията отива при политическото, за да си вземе езика обратно, присвоен от лицата на властта и пазара, от монопола на жълто-кафявите медии и да възстанови изличения смисъл на думите, да реабилитира достоверността на лирическото изказване, да върне съвестта на езика. А другото име на съвестта е паметта.“

### Алтернативният канон
Като литературен историк Дойнов е известен с изковаването на понятието „алтернативен канон в българската поезия от епохата на Народна република България“, чието ядро се състои от десет литературни личности: Константин Павлов, Николай Кънчев, Биньо Иванов, Стефан Гечев, Иван Теофилов, Иван Динков, Христо Фотев, Иван Цанев, Екатерина Йосифова и Борис Христов. Алтернативният канон е разпознат от 60-те години на ХХ век насетне като относително видима норма за функциониране на текстови практики и авторски имена с изразена контраидеологическа и контракултурна насоченост спрямо доктрината на социалистическия реализъм.

## Награди
- Носител е на национални награди за поезия, сред които „Яворов“ (Поморие, 1995) и „Иван Николов“ (2004 - за стихосбирката „Кафепоеми“[17], и 2012 - за стихосбирката „София Берлин“[18]), "Николай Кънчев" (2012 - за стихосбирката "София Берлин" и 2016 за стихосбирката "Балът на тираните") и голямата награда от Националния поетичен конкурс „Христо Фотев“ (Бургас, 2022) за стихосбирката „Влюбване в диктатора“[19][20][21].
- За пиесите си е отличаван с наградите за съвременна българска драматургия „Иван Радоев“ (Плевен, 2001, за пиесата „Къщата на Иван“).[22] и „Аскеер“ (2006, за пиесата „Гласовете на другите“)[23]
- За изследването си „Българският соцреализъм: 1956, 1968, 1989“ е носител на националната награда „Христо Г. Данов“ на Министерство на културата и община Пловдив (2012) в категория „Хуманитаристика“.[24]
- За укрепването на българо-унгарските културни връзки, за популяризирането на унгарската литература в България и за изследванията му, посветени на отражението на Унгарското въстание от 1956 година в българската литература и култура е отличен с унгарския Златен кръст за заслуги в областта на културата (едно от най-високите унгарски отличия, давани на чужденци) – на церемония, провела се в посолството на Унгария в София на 23 октомври 2013 г.[25]
- Единадесети носител на Националната награда за литературна критика „Иван Радославов и Иван Мешеков“ (2015).[26]
- Носител на Националната литературна награда „Иван Динков“ като критик (2016).[27][28]
- Номиниран за международната награда „Европейски поет на свободата“ в рамките на едноименния фестивал в Гданск, Полша през март 2018 г.
- Носител на Национална награда „Пеньо Пенев“ (2022) за принос в националната поезия[29].

### Поезия
- „Вик на мълнии“. 1991.
- „Post festum“. Надгробни надписи и стихотворения“. София: „Петекс-Petex“, 1992.[30]
- „Любовникът и Маестрото. Към поетика на кръвта и тялото (из бележника на Емилия Н. и червената тетрадка на Павел И.)“. София: ПАН, 1993. (ISBN 954-8038-81-1)
- „Висящите градини на България“. София: ПАН, 1997. (ISBN 954-657-087-7)[31]
- „Мистификации“. София: изд. ателие Аб, 1999 (2000), 148 с. (ISBN 954-9885-75-5)
- „Истински истории“. София: Изд. Литературен вестник, 2000. (ISBN 954-9602-13-3)[32], [33], [34], [35]
- „Кафепоеми“. София: ПАН, 2003 (2005), 92 с. (ISBN 954-657-458-9)[36]
  - „Кафепоеми“ е преведена във Франция (2006)[37] и Унгария (2007).
- „София Берлин“. София: Несарт, 2012.[38][39][40]
  - „София Берлин“ е преведена в Полша: Płamen Dojnow. „Sofia Berlin”. Tłum. Hanna Karpińska, Dymitr Dobrew, Dorota Dobrew i Wojciech Gałązka. Instytut Kultury Miejskiej. Seria: Europejski Poeta Wolności. Gdańsk. 2018.
- „Балът на тираните“. София: Кралица Маб, 2016, 84 с. (ISBN 978-954-533-156-5)[41][42][43][44][45]
- Поезия. Събрано и избрано. София: Нов български университет, 2019, 320 с. (ISBN 978-619-233-059-0)
- „Влюбване в диктатора“. София: Кралица Маб и Несарт, 2020, 124 с. (ISBN 978-954-533-185-5)[46][47][48]

Един от авторите-съставители (съвместно с Бойко Пенчев, Георги Господинов и Йордан Ефтимов) на сборниците „Българска христоматия“ (1995) и „Българска антология“ (1998).

### Научни трудове
- Литература в междувековието. Поглед към българската литература 2000-2003. София: Балкани, 2004, 300 с. (ISBN 954-8353-97-0)[49], [50]
- Българската поезия в края на ХХ век, Част първа. София: Просвета, 2007, 488 с. (ISBN 978-954-01-2052-2)[51][52][53]
- Българската поезия в края на ХХ век, Част втора. София: Просвета, 2007, 542 с. (ISBN 978-954-01-2053-9)
- 1907: Литература, автономия, канон. София: Кралица Маб, 2009, 130 с. (ISBN 978-954-533-098-8)
- Българският соцреализъм 1956, 1968, 1989. Норма и криза в литературата на НРБ. София: Институт за изследване на близкото минало; Сиела, 2011, 388 с. (ISBN 978-954-28-0896-1)[54], [55], [56]
- Алтернативният канон: Поетите. София: Нов български университет, 2012, 418 с. (ISBN 978-954-535-709-1)
- Българската литература и началото на ХХІ век. 2004-2012. София: Кралица Маб, 2013. (ISBN 978-954-533-127-5)
- 1910 и годините на литературата. София: Кралица Маб, 2014. (ISBN 978-954-533-133-6)
- Литература, размразяване, разлом. 1962. София: Кралица Маб, 2015, 315 с. (ISBN 978-954-533-144-2)
- Името на поезията: Николай Кънчев. София: Кралица Маб, 2016, 232 с. (ISBN 978-954-533-153-4)
- Литература на случаите. От „Тютюн“ до „Хайка за вълци“. София: Сиела, 2017, 376 с. (ISBN 978-954-28-2279-0)[57]
- Поколение и поезия. 1956–1989. София: Кралица Маб, 2018, 320 с. (ISBN 978-954-533-171-8)[58]
- (съавтор) Bulgaria under Communism (Routledge Histories of Central and Eastern Europe). London and New York: Routledge, 2018, 476 pp. ISBN 978-0-8153-7279-0
- Критика и есеистика. Избрано. София: Нов български университет, 2019, 552 с. (ISBN 978-619-233-060-6)
- Линия на разполовяване. Осем персонални случая в литературата на НРБ. София: Кралица Маб, 2020, 410 с. (ISBN 978-954-533-190-9)
- Краят на литературната автономия: 1946. София: Нов български университет, 2021, 542 с. (ISBN 978-619-233-172-6)
- Изковаване на шедьовъра - Иван Цанев. София: Кралица Маб, 2021, 208 с. (ISBN 978-954-533-200-5)
- Освен терора. Моделиране на новия писател на НРБ. 1944–1956. Поредица „Литературата на НРБ: история и теория“ – Книга 24. София: Нов български университет, 2023,  516 с. (ISBN 978-619-233-274-7)

### Преводи
- Черна глория. Десет унгарски поети в превод на Боряна Терзиева и Пламен Дойнов. София: Кралица Маб и Литературен вестник, 2012, 92 с. (ISBN 978-954-533-114-5)[59]

### Съставител и редактор
Поредица на Академичния център за литература и култура
- Три дискусии, съст. Пламен Дойнов, изд. Академичен център за литература и култура, С., 2000.
- Дискусии 2000 (Вазов и младите. Младата унгарска поезия и младата българска поезия – диалози и мълчания. Поколенията в българската култура – срещи и разминaвания), съст. Пламен Дойнов, изд. Академичен център за литература и култура, С., 2001, 151 с.
- Три литературни дискусии (Досиетата на Държавна сигурност в българската култура. Литературни страници и литературни сайтове. Литературен преглед 2000-2001), съст. Пламен Дойнов, изд. Академичен център за литература и култура, С., 2002, 163 с.
- Академични дискусии (70 години Студентски дом: история и перспективи на академичните пространства за образование, наука и култура. Места на книгата. Студентите: бъдещето сега), съст. Пламен Дойнов, изд. Академичен център за литература и култура, С., 2003, 164 с.

Библиотека „Личности“
- Николай Кънчев в българската литература и култура. Библиотека „Личности“. Книга първа. София: Кралица Маб, 2008. (ISBN 978-954-533-088-9)
- Иван Динков в българската литература и култура. Библиотека „Личности“. Книга втора. София: Кралица Маб. (ISBN 978-954-533-093-3)
- Иван Теофилов в българската литература и култура. Библиотека „Личности“. Книга трета. София: Кралица Маб, 2009. (ISBN 978-954-533-095-7)
- Константин Павлов в българската литература и култура. Библиотека „Личности“. Книга четвърта. София: Кралица Маб, 2009. (ISBN 978-954-533-096-4)
- Христо Фотев в българската литература и култура. Библиотека „Личности“. Книга пета. София: Кралица Маб, 2010. (ISBN 978-954-533-101-5)
- Биньо Иванов в българската литература и култура. Библиотека „Личности“. Книга шеста. София: Кралица Маб, 2010. (ISBN 978-954-533-103-9)
- Екатерина Йосифова в българската литература и култура. Библиотека „Личности“. Книга седма. София: Кралица Маб, 2011. (ISBN 978-954-533-111-4)
- Иван Цанев в българската литература и култура. Библиотека „Личности“. Книга осма. София: Кралица Маб, 2013, 256 с. (ISBN 978-954-533-120-6)
- Борис Христов в българската литература и култура. Библиотека „Личности“. Книга девета. София: Кралица Маб, 2013, 216 с. (ISBN 978-954-533-129-9)

Поредица „Годините на литературата“
- 1956. Априлският пленум и литературата. Унгарското въстание и българските писатели. Власт и публичност. Поредица „Годините на литературата“ – книга 1. НБУ, С., 2007. (ISBN 978-954-535-461-8)
- 1907. Годината на интелигентите. Литература и автономия. Началата на модернизма. Поредица „Годините на литературата“ – книга 2. НБУ, Изд. Ciela. С., 2008.
- 1968. Годината на гневното слънце. София – между Париж и Прага. Пражката пролет и българската литература. Поредица „Годините на литературата“ – книга трета. НБУ, Изд. Ciela. С., 2009. (ISBN 978-954-28-0401-7)
- 1989. Раздвоената година. Поредица „Годините на литературата“ – книга 4. Изд. Ciela, С., 2010. (ISBN 978-954-28-0707-0)
- 1910. Представителната година. Поредица „Годините на литературата“ – книга 5. Изд. Ciela, С., 2011. (ISBN 978-954-28-0919-7)
- 1962. Годината на измамната свобода. Поредица „Годините на литературата“ – книга 6. Изд. Кралица Маб, С., 2013, 343 с. (ISBN 978-954-533-126-8)
- 1946. Между Царството и Народната република. Годината на прокомунистическия прелом. Поетика на новия канон. Поредица „Годините на литературата“ – книга 7. Изд. Кралица Маб, С., 2019, 432 с. (ISBN 978-954-533-180-0)

Поредица „Червено на бяло. Литературен архив на НРБ“
- Беседи с младите. Срещи и разговори на Димитър Талев, Христо Радевски, Георги Караславов, Никола Фурнаджиев, Камен Калчев, Емилиян Станев (1958 -1962). Поредица „Червено на бяло: Литературен архив на НРБ“ – книга 2. Изд. Ciela, С., 2010. (ISBN 978-954-28-0836-7)
- Принудени текстове. Самокритика на български писатели (1946-1962). Поредица „Червено на бяло: Литературен архив на НРБ“ – книга 1. Изд. Ciela, С., 2010. (ISBN 978-954-28-0761-2)[60][61]
- Инкриминираният Иван Динков. На юг от живота (1967). Хляб от трохи (1970). Поредица „Червено на бяло: Литературен архив на НРБ“ – книга 3. Изд. Ciela, С., 2011. (ISBN 978-954-28-0991-3)
- 1956: Унгарското въстание и българската литература. Творби и документи. Поредица „Червено на бяло: Литературен архив на НРБ“ – книга 4. НБУ, С., 2012. (ISBN 978-954-9401-69-1)
Plamen Dojnov. 1956 – A magyar felkelés és a bolgár irodalom. Fordította Temesi János. A versbetéteket Szondi György ültette át magyarra. Budapest: Napkut, 2017, 176 p. ISBN 978-963-263-674-0[62]
- Случаят „Люти чушки“: 1968. Документи и спомени. Поредица „Червено на бяло: Литературен архив на НРБ“ – книга 5. Изд. Кралица Маб, С., 2016. (ISBN 978-954-533-152-7)
- Чистката в Съюза на българските писатели: 1944. Документи, дневници, статии. Поредица „Червено на бяло: Литературен архив на НРБ“ – книга 6. Изд. Кралица Маб, С., 2017, 276 с. (ISBN 978-954-533-162-6)

Поредица „Литературата на НРБ. История и теория“
- Социалистическият реализъм: нови изследвания. Поредица „Литературата на НРБ: История и теория“ – книга 1. съст. Пламен Дойнов, НБУ, С., 2008.
- Соцреалистически канон / Алтернативен канон. Поредица „Литературата на НРБ: История и теория“ – книга 2. съст. Пламен Дойнов, ИК „Пан“, Департамент „Нова българистика“ на НБУ, С., 2009.
- Между мечтата и утопията. Нови изследвания и документи за Пеньо Пенев. Поредица „Литературата на НРБ: История и теория“ – книга 3. съст. Пламен Дойнов, ИК „Пан“, Департамент „Нова българистика“ на НБУ, С., 2009.
- Пламен Дойнов, Алтернативният канон: Поетите. Поредица „Литературата на НРБ: История и теория“ – книга 4. Нов български университет, С., 2012, 418 с. (ISBN 978-954-535-709-1)
- НРБ-литературата: История, понятия, подходи. Поредица „Литературата на НРБ: История и теория“ – книга 5. съст. Пламен Дойнов, ИК „Кралица Маб“, Департамент „Нова българистика“ на НБУ, С., 2013.[63]
- Йордан Ефтимов, Поетика на съгласието и несъгласието: Българската литература от 50-те до 90-те години на XX век и идеологията. Поредица „Литературата на НРБ: История и теория“ – книга 6. Нов български университет, С., 2013, 318 с. (ISBN 978-954-535-726-8)
- Евгений Добренко, Галин Тиханов, Биляна Курташева, Йордан Ефтимов, Михаил Неделчев, Морис Фадел, Пламен Дойнов. Литературите на СССР и НРБ: паралелни интерпретации. Поредица „Литературата на НРБ: История и теория“ – книга 7. съст. Пламен Дойнов, ИК „Кралица Маб“, Департамент „Нова българистика“ на НБУ, С., 2013, 352 с. (ISBN 978-954-533-132-9)
- Мая Ангелова, Българският производствен роман (между 50-те и 70-те години на ХХ век). Поредица „Литературата на НРБ: История и теория“ – книга 8. Нов български университет, С., 2014, 400 с. (ISBN 978-954-533-136-7)
- 9 септември 1944: литература и политика. Поредица „Литературата на НРБ: История и теория“ – книга 9. София: Кралица Маб, 2015, 372 с. (ISBN 978-954-533-142-8)
- Михаил Неделчев, Ефектът на раздалечаването. Поредица „Литературата на НРБ: история и теория” – книга 11. Изд. „Кралица Маб“, Департамент „Нова българистика” на НБУ, С., 2015, 396 с. (ISBN 978-954-533-143-5)
- „Тихата лирика“ в българската литература. Съставител заедно с Иван Станков. Поредица „Литературата на НРБ: история и теория“ – книга 12. Изд. „Кралица Маб“, департамент „Нова българистика” на НБУ, Катедра „Българска литература“ при ВТУ „Св. св. Кирил и Методий“, С., В. Търново, 2015, 388 с. (ISBN 978-954-533-147-3)
- „Генерация на властта: „Априлското поколение“ в българската литература. Поредица „Литературата на НРБ: история и теория“ – книга 13. Изд. „Кралица Маб“, Департамент „Нова българистика” на НБУ, С., 2016, 332 с. (ISBN 978-954-533-161-9)
- Цензурата върху българската литература и книга. 1944–1990. Поредица „Литературата на НРБ: история и теория“ – книга 14. Изд. „Кралица Маб“, департамент „Нова българистика“ на НБУ, С., 2018, 272 с. (ISBN 978-954-533-169-5)
- Двете лица на писателя. Персонални казуси в източноевропейските литератури. Поредица „Литературата на НРБ: история и теория“ – книга 16. Изд. „Кралица Маб”, Департамент „Нова българистика” на НБУ, С., 2020, 304 с. (ISBN 978-954-533-186-2)
- Морис Фадел. Детективи, разузнавачи, Студена война. Криминалната и шпионската литература в сравнителна перспектива. Поредица „Литературата на НРБ: история и теория“ – книга 18. Нов български университет, С., 2021, 208 с. (ISBN 978-619-233-164-1)
- Историята на литературата на НРБ: модели и практики. Съставител заедно с Морис Фадел. Поредица „Литературата на НРБ: история и теория“ – книга 20. Изд. Нов български университет, С., 2022, 268 с. (ISBN 978-619-233-201-3)
- Мая Ангелова. Взривена литература: военни прози, партизански разкази, партийни мемоари. Поредица „Литературата на НРБ: история и теория“ – Книга 21. Изд. Нов български университет, С., 2022, 376 с. (ISBN 978-619-233-207-5)
- Диктатура и литература. Българската литература в епохата на Георги Димитров и Вълко Червенков (1948–1958). Поредица „Литературата на НРБ: история и теория“ – книга 22. Нов български университет. С., 2022, 320 с. (ISBN 978-619-233-236-5)
- Войната и „борбата за мир“ в литературата на Народна република България. Поредица „Литературата на НРБ: история и теория“ – книга 23. Нов български университет, С., 2023, 258 с. (ISBN 978-619-233-263-1)

Библиотека „Алтернативният канон. Творбите“
- „Хайка за вълци“ в българската литература и култура. Библиотека „Алтернативният канон: Творбите“. Книга първа. София: Кралица Маб, 2015, 352 с. (ISBN 978-954-533-140-4)[64]
- „Стихове“ от Константин Павлов в българската литература и култура. Библиотека „Алтернативният канон. Творбите“. Книга втора. София: Кралица Маб, 2016, 480 с. (ISBN 978-954-533-151-0)
- „Портретът на моя двойник“ и „Жените на Варшава“ от Георги Марков в българската литература и култура. Книга трета. София: Кралица Маб, 2019, 276 с. (ISBN 978-954-533-181-7)[65][66]

Колекция "Неиздадените"
- Константин Петканов, Опасно знание. Публицистика 1944–1948. Колекция „Неиздадените“. Книга първа. Изд. „Кралица Маб“, Департамент „Нова българистика“ на НБУ, Национален литературен музей, С., 2014, 288 с. (ISBN 978-954-533-137-4)
- Иван Цанев, Ранни стихотворения. 1960–1967. Колекция „Неиздадените“. Книга втора. Изд. „Кралица Маб“, Департамент „Нова българистика“ на НБУ, Национален литературен музей, С., 2014, 120 с. (ISBN 978-954-533-138-1)
- Николай Кънчев. Първи и последни стихотворения. Колекция „Неиздадените“. Книга трета. Изд. „Кралица Маб“, Департамент „Нова българистика“ на НБУ, Национален литературен музей, С., 2015, 156 с. (ISBN 978-954-533-148-0)
- Самиздат. 1963–1966. Стихове от Веселин Тачев, Йордан Трендафилов, Иван Цанев, Здравко Кисьов, Димитър Вятовски, Димитър Горсов, Менча Соколова, Владимир Попов. Съставител заедно с Мая Ангелова. Колекция „Неиздадените“. Книга четвърта. Изд. „Кралица Маб“, Департамент „Нова българистика“ на НБУ, С., 2016, 232 с. (ISBN 978-954-533-160-2)
- Веселин Тачев. „40 капки черна кръв“. 1963. Колекция „Неиздадените“. Книга пета. Изд. „Кралица Маб”, Департамент „Нова българистика” на НБУ, С., 2016, 100 с. (ISBN 978-954-533-159-6)
- Иван Богданов. За критическия дух. Критика и публицистика 1945–1946. Колекция „Неиздадените“. Книга шеста. Съставител заедно с Михаил Неделчев. Изд. „Кралица Маб“, Департамент „Нова българистика“ на НБУ, С., 2016, 220 с. (ISBN 978-954-533-166-4)
- Трифон Кунев. Голата истина. Публицистика. 1945–1947. Колекция „Неиздадените“. Книга седма. Изд. „Кралица Маб“, Департамент „Нова българистика“ на НБУ, С., 2020, 428 с. (ISBN 978-954-533-188-6)
- Петър Горянски. Окованата съвест. Басни, критика, публицистика. 1945–1949. Колекция „Неиздадените“. Книга осма. Изд. „Кралица Маб“. Департамент „Нова българистика“ на НБУ, С., 2021, 518 с. (ISBN 978-954-533-194-7)
- Съвестта. Мисията. Свободата. Гласове от литературни полемики. 1945–1947. Колекция „Неиздадените“. Книга девета. Изд. „Кралица Маб“. Департамент „Нова българистика“ на НБУ, С., 2021, 300 с. (ISBN 978-954-533-198-5)

Библиотека „Присъствие“
- Воля за всеобхватност: Иван Богданов. Библиотека „Присъствие“ – Книга 2. Съставител заедно с Михаил Неделчев. Изд. „Кралица Маб“, Департамент „Нова българистика“ на НБУ, 304 с. (ISBN 978-954-533-170-1)
- Поезия и познание: Александър Геров. Библиотека „Присъствие“ – Книга 3. Изд. „Кралица Маб“, Департамент „Нова българистика“ на НБУ, С., 2020, 268 с. (ISBN 978-954-533-184-8)
- Поезия, сатира, опозиция: Трифон Кунев. Библиотека „Присъствие“ – Книга 4. Изд. „Кралица Маб“, Департамент „Нова българистика“ на НБУ, С., 2020, 270 с. (ISBN 978-954-533-189-3)
- С ръка върху сърцето: Федя Филкова. Съставител заедно с Гергина Кръстева. Библиотека „Присъствие“ – Книга 6. Изд. „Кралица Маб“, Департамент „Нова българистика“ на НБУ, С., 2022, 256 с. (ISBN 978-954-533-202-9)
- Обновяване на причините: Радой Ралин. Библиотека „Присъствие“ – Книга 7. Изд. „Кралица Маб“, Департамент „Нова българистика“ на НБУ, С., 2022, 398 с. (ISBN 978-954-533-204-3)
- Персоналистът: Михаил Неделчев. Библиотека „Присъствие“ – Книга 8. Изд. „Кралица Маб“, Департамент „Нова българистика“ на НБУ, С., 2022, 474 с. (ISBN 978-954-533-206-7)

Извън поредици
- Другият Тютюн. Документи и спомени. Съставител заедно с Анна Свиткова. Издават Несарт и „Монд дипломатик“. С., 2010.[67]
- Четене на Другия. Българска критика за унгарски книги 2000–2010. София: Литературен вестник, 2010, 248 с. (ISBN 978-954-9602-21-0)
- Към нова литературна история. Пет години научноизследователска програма „Литературата на Народна република България (1946–1990). София: Кралица Маб, Департамент „Нова българистика” на НБУ, С., 2013, 280 с. (ISBN 978-954-533-130-5)
- Любов по всяко време. Разкази на лауреати от националния конкурс „Рашко Сугарев“. 1998/2014. София: НДФ „13 века България“, Литературен вестник, 2015, 384 с. (ISBN 978-954-8718-20-2)
- Мостът на езика. В чест на 70-годишнината на Дьорд Сонди. София: Литературен вестник, 2016, 142 с. (ISBN 978-954-9602-48-7)
- Нова литературна история. 10 години научноизследователска програма „Литературата на Народна република България (1946–1990). София: Кралица Маб, Департамент „Нова българистика“ на НБУ, С., 2018, 260 с. (ISBN 978-954-533-173-2 Архив на оригинала от 2022-05-16 в Wayback Machine.)
- Идеи за нов университет. Съставител заедно с Веселин Методиев. София: Нов български университет, 2021, 270 с. (ISBN 978-619-233-175-7)
- Книга за Иван Дойнов. Съставител заедно с Дойчин Дойнов. Библиотека „Лудогорие“. Книга 11. Разград: Дружество на дейците на културата, 2023, 310 с. (ISBN 978-954-8955-38-6)

### За него
- Мариана Тодорова, Почерци. Книга 2. София: Карина М, 2018, 154 с. (ISBN 978-954-315-090-8) (Литературни портрети на съвременни български поети: Иван Радоев, Николай Кънчев, Биньо Иванов, Екатерина Йосифова, Иван Методиев, Пламен Дойнов)
- Антоанета Алипиева, Антония Велкова–Гайдаржиева, Митко Новков, Михаил Неделчев. Четири гласа за поета и критика Пламен Дойнов. Съст. Милен Миланов. София: Нов български университет, 2019, 168 с. (ISBN 978-619-233-061-3)